# TimePartner Arena
De TimePartner Arena is een stadion in de Nedersaksische plaats Cloppenburg. De voetbalclub BV Cloppenburg werkt haar thuiswedstrijden af in het stadion. In 2006 werd het stadion gerenoveerd en werd er een nieuwe tribune gebouwd. De oude tribune werd wegens geldgebrek niet gesloopt en staat er nog altijd.
Het stadion biedt plaats aan 5001 toeschouwers, waarvan er 1080 kunnen zitten. Naast de heren van BV Cloppenburg maakt ook het dameselftal van de vereniging gebruik van het stadion, zodoende is er op het hoogste niveau van het Duitse vrouwenvoetbal gespeeld (seizoen 2013/14) in het stadion. 

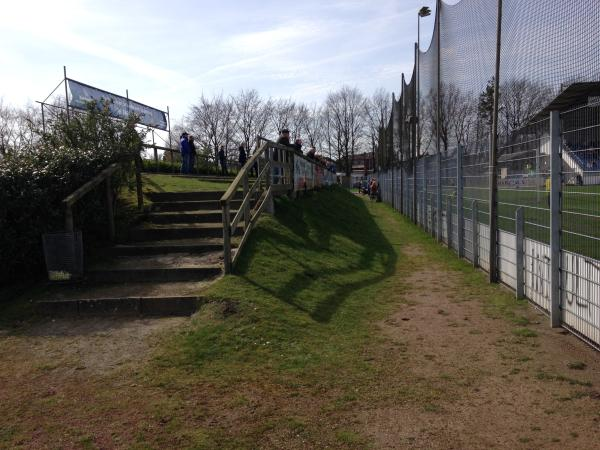
De staantribune achter een van de goals